# Proproteinska konvertaza
Proproteinske konvertaze su familija proteina koji aktiviraju druge proteine. Mnnogi proteini su prvobitno neaktivni nakon sintese, zato što sadrže lance aminokiselina koji blokiraju njihovu aktnost. Proproteinske konvertaze uklanjanju te lance i time aktiviraju proteine. Prototipna proproteinska konvertaza je furin. Proproteinske konvertaze imaju medicnski značaj, zato što učestvuju u mnoštvu važnih bioloških procesa, kao što je na primer sinteza holesterola. Inhibitori proproteinskih konvertaza blokiraju dejstvo enzima ove klase, te time sprečavaju aktivaciju ciljnih supstrata. Mnoge proproteinske konvertaze, a posebno furin i PACE4, učestvuju u patološkim procesima kao što su viralne infekcije, inflamacija, hiperholesterolemija, i kancer, te su potencijalni biološki ciljevi za lečenje bolesti.

## Literatura
- Nicholas C. Price; Lewis Stevens (1999). Fundamentals of Enzymology: The Cell and Molecular Biology of Catalytic Proteins (Third изд.). USA: Oxford University Press. ISBN 019850229X.
- Eric J. Toone (2006). Advances in Enzymology and Related Areas of Molecular Biology, Protein Evolution (Volume 75 изд.). Wiley-Interscience. ISBN 0471205036.
- Branden C; Tooze J. Introduction to Protein Structure. New York, NY: Garland Publishing. ISBN 0-8153-2305-0.
- Irwin H. Segel. Enzyme Kinetics: Behavior and Analysis of Rapid Equilibrium and Steady-State Enzyme Systems (Book 44 изд.). Wiley Classics Library. ISBN 0471303097.

## Spoljašnje veze
- Архивирано на веб-сајту  (7. јун 2020)

- Proprotein+Convertases на 